# Летников, Владимир Александрович
Влади́мир Алекса́ндрович Ле́тников (рум. Vladimir Letnicov; род. 7 октября 1981, Кишинёв) — молдавский легкоатлет, специалист по тройному прыжку. Выступал в составе национальной сборной Молдавии по лёгкой атлетике в 2000—2016 годах, многократный победитель и призёр первенств национального значения, рекордсмен страны, участник трёх летних Олимпийских игр. Мастер спорта Молдавии международного класса.

## Биография
Владимир Летников родился 7 октября 1981 года в Кишинёве, Молдавская ССР.
Впервые заявил о себе в лёгкой атлетике на международном уровне в сезоне 2000 года, когда вошёл в состав молдавской национальной сборной и выступил на чемпионате мира среди юниоров в Сантьяго — стартовал здесь в прыжках в длину и в тройных прыжках.
В 2001 году в тройном прыжке закрыл десятку сильнейших на молодёжном чемпионате Европы в Амстердаме.
Начиная с 2002 года выступал на взрослом уровне, в частности в этом сезоне стартовал в тройном прыжке на взрослом европейском первенстве в Мюнхене. Кроме того, на соревнованиях в Белграде установил национальный рекорд Молдавии в тройном прыжке — 17,06 метра.
В 2003 году стал девятым на зимнем чемпионате мира в Бирмингеме, десятым на молодёжном чемпионате Европы в Быдгоще и на летней Универсиаде в Тэгу.
Благодаря череде удачных выступлений удостоился права защищать честь страны на летних Олимпийских играх в Афинах — в программе тройного прыжка с результатом 16,25 метра остановился на предварительном квалификационном этапе.
В 2005 году выступил на европейском первенстве в помещении в Мадриде, занял восьмое место на Универсиаде в Измире.
Находясь в числе лидеров легкоатлетической команды Молдавии, благополучно прошёл отбор на Олимпийские игры 2008 года в Пекине — на сей раз в тройном прыжке показал результат 16,62 метра, чего вновь оказалось недостаточно для попадания в финальную стадию турнира.
В 2009 году стартовал на зимнем чемпионате Европы в Турине, завоевал бронзовую медаль на Универсиаде в Белграде, отметился выступлением на чемпионате мира в Берлине.
На европейском первенстве 2010 года в Барселоне с результатом 16,37 метра стал в тройном прыжке двенадцатым.
В 2011 году выступил на чемпионате Европы в помещении в Париже.
В 2013 году участвовал в зимнем европейском первенстве в Гётеборге.
В 2014 году стартовал на чемпионате мира в помещении в Сопоте и на чемпионате Европы в Цюрихе.
На зимнем европейском первенстве 2015 года в Праге показал в квалификации десятый результат, прыгнув на 16,18 метра. Побывал на впервые проводившихся Европейских играх в Баку, откуда привёз награду серебряного достоинства — уступил только местному азербайджанскому прыгуну Назиму Бабаеву.
Принимал участие в чемпионате Европы 2016 года в Амстердаме. Выполнив олимпийский квалификационный норматив, прошёл отбор на Олимпийские игры в Рио-де-Жанейро — здесь в программе тройного прыжка показал результат 15,29 метра.
В настоящее время работает тренером по водному поло в Приднестровье.
Женат, воспитывает дочь и сына.